# 三木響子
三木 響子（みき きょうこ、1982年4月11日 - ）は、兵庫県出身のレースクイーンである。血液型はO型。
旧芸名は“高木 響子”。

## 人物・略歴
- 大学在学時より、イベントコンパニオンのアルバイトを始める。
- 東京モーターショー、東京ゲームショウ、東京オートサロンなどの展示会のモデルやコンパニオンを務める。
- 2005年、2006年の「ESSO Ultraflo」のレースクイーン。
- 2007年は年間を通してのレースクイーンは務めていないが、「エムセブンレディ」としてSUPER GTのセパン（マレーシア）戦にスポット参戦していた。
- 2008年、「宝山's cosmos」サーキットレディ。
- 芸能人女子フットサルチーム「Team Good（現・ZENT sweeties）」の元メンバー。在籍時は、チーム所属メンバーの中では珍しく、所属事務所を持たないままのチーム参加であった。
- 2008年11月9日、SUPER GT最終戦（富士スピードウェイ）を最後に引退。オフィシャルブログは11月12日をもって終了した。